# Scopula urnaria
Scopula urnaria là một loài bướm đêm trong họ Geometridae.